# Miguel Gálvez-Taroncher
Miguel Gálvez-Taroncher (né en 1974 à Valence) est un compositeur espagnol.
Il remporte en 2006 le concours Reine Élisabeth pour sa composition La luna y la muerte.